# Подум
44°53′ пн. ш. 15°17′ сх. д. / 44.88° пн. ш. 15.28° сх. д.
Подум (хорв. Podum) — населений пункт у Хорватії, у Лицько-Сенській жупанії у складі міста Оточаць.

## Населення
Населення за даними перепису 2011 року становило 108 осіб.
Динаміка чисельності населення поселення:

## Клімат
Середня річна температура становить 9,45 °C, середня максимальна – 23,60 °C, а середня мінімальна – -6,79 °C. Середня річна кількість опадів – 1296 мм.
| Клімат поселення                              | Клімат поселення | Клімат поселення | Клімат поселення | Клімат поселення | Клімат поселення | Клімат поселення | Клімат поселення | Клімат поселення | Клімат поселення | Клімат поселення | Клімат поселення | Клімат поселення | Клімат поселення |
| Показник                                      | Січ.             | Лют.             | Бер.             | Квіт.            | Трав.            | Черв.            | Лип.             | Серп.            | Вер.             | Жовт.            | Лист.            | Груд.            |                  |
| Середній максимум, °C                         | 5,78             | 7,52             | 11,17            | 15,10            | 19,75            | 23,54            | 23,60            | 23,15            | 18,87            | 13,97            | 8,75             | 4,46             |                  |
| Середня температура, °C                       | −0,51            | 1,25             | 4,90             | 8,82             | 13,46            | 17,26            | 19,50            | 19,04            | 14,76            | 9,86             | 4,64             | 0,36             |                  |
| Середній мінімум, °C                          | −6,79            | −5,04            | −1,38            | 2,54             | 7,19             | 10,97            | 15,40            | 14,95            | 10,66            | 5,76             | 0,54             | −3,74            |                  |
| Норма опадів, мм                              | 91               | 91               | 95               | 105              | 97               | 98               | 69               | 85               | 130              | 150              | 159              | 126              |                  |
| Середньомісячна швидкість вітру, м/с          | 1.86             | 2.00             | 2.30             | 2.24             | 2.08             | 1.90             | 1.89             | 1.78             | 1.78             | 1.84             | 2.04             | 2.04             |                  |
| Середньомісячна сонячна радіація, кДж/м²·день | 4356             | 7084             | 10487            | 15069            | 19182            | 20973            | 22755            | 19590            | 14296            | 9023             | 4787             | 3647             |                  |
| --------------------------------------------- | ---------------- | ---------------- | ---------------- | ---------------- | ---------------- | ---------------- | ---------------- | ---------------- | ---------------- | ---------------- | ---------------- | ---------------- | ---------------- |
| Джерело:                                      |                  |                  |                  |                  |                  |                  |                  |                  |                  |                  |                  |                  |                  |